# Vanessa Palacios
Vanessa Magda Palacios Silva (Lima, 3 de julio de 1984) es una exvoleibolista peruana que juega como líbero y que forma parte de la Selección femenina de voleibol del Perú.

## Selección nacional
- Juegos Bolivarianos de 2005: 1.er lugar.
- Campeonato Sudamericano 2005: 2.º lugar.
- Copa Panamericana 2006: 6.º lugar.
- Mundial de Japón 2006: 17.º lugar.
- Copa Panamericana 2007: 7.º lugar.
- Campeonato Sudamericano 2007: 2.º lugar.
- Juegos Panamericanos de 2007: 4.º lugar.
- Copa del Mundo Japón 2007: 11.er lugar.
- Copa Panamericana 2008: 7.º lugar.
- Copa Panamericana 2009: 5.º lugar.
- Copa Final Four 2009: 4.º lugar.
- Campeonato Sudamericano 2009: 3.er lugar.
- Copa Panamericana 2010: 2.º lugar.
- Copa Final Four 2010: 2.º lugar.
- Mundial de Japón 2010: 15.º lugar.
- Campeonato Sudamericano 2011: 3.er lugar.
- Juegos Panamericanos de 2011: 6.º lugar.
- Copa Panamericana 2011: 8.º lugar.
- Copa Panamericana 2012: 7.º lugar.
- Campeonato Sudamericano 2013: 3.er lugar.

## Clubes
- Divino Maestro.
- CV Benidorm: 2003-2008.
- CV Sanse: 2008-2009.
- CV Tenerife: 2009-2010.
- Divino Maestro. 2011
- Volley Is Life Grupo 2008: 2011-2012
- Vannes VB: 2012-2013
- Universidad César Vallejo: 2015 - 2016
- Istres Provence: 2017 - 2018
- VC Marcq-en-Barœul: 2018 - 2024

## Distinciones individuales
- Campeonato Sudamericano 2007: Mejor Defensa
- Campeonato Panamericano 2007: Mejor recepción.[1]
- Campeonato Panamericano 2009: Mejor líbero.[2]
- Campeonato Panamericano 2009: Mejor recepción.[2]
- Superliga de España 2009/10: Mejor líbero durante la temporada regular.[3]
- Copa Final Four 2010: Mejor recepción.[4]
- Campeonato Sudamericano 2011: Mejor recepción.
- "Mejor Líbero" de la Liga Nacional Superior 2012